# Maximilian Kolbe
Maximilian Maria Kolbe (født 7. eller 8. januar 1894 i Zduńska Wola, Polen, død 14. august 1941 i Auschwitz) var en polsk franciskanermunk, martyr og helgen (1982). Helgendag 14. august.

## Opvækst
Hans døbenavn var Rajmund Kolbe, men han blev kaldt Mundek i familien. Han var nr. 2 ud af 3 sønner. Hans forældre var væverne Juliusz Kolbe (død i 1914) og Marianna Dąbrowska (død i 1946). 
Kolbe var i 12-årsalderen, da han oplevede jomfru Maria komme til sig i et syn, som han beskrev sådan: "Den nat spurgte jeg Guds mor, hvad der skulle blive af mig. Da kom hun til mig, mens hun holdt to kroner, en hvid, den anden rød. Hun spurgte mig, om jeg var villig til at modtage en af disse kroner. Den hvide betød, at jeg skulle udholde et liv i renhed, og den røde, at jeg skulle blive en martyr. Jeg sagde, at jeg tog imod dem begge." 
Læren om jomfru Marias ubesmittede undfangelse kom til at stå centralt i spiritualiteten hos Kolbe, som fra da af var opfyldt af et brændende ønske om at tjene hende. I 1907 blev han og hans ældre bror optaget ved et franciskaner-seminarium i Lwow. Han begyndte sin tilværelse som munk, da han blev optaget som novice i september 1910 under navnet Maximilian. I årene 1912-15 opholdt han sig i Rom, hvor han studerede filosofi; og i årene 1915-18 var han optaget med studier i teologi. 

## Auschwitz
Under anden verdenskrig husede Kolbe polske flygtninge, deriblandt 2.000 jøder, som han skjulte for nazisternes jødeforfølgelser i sit kloster i Niepokalanów. Han var også en aktiv radioamatør under kodenavnet SP3RN, hvor han talte imod nazisternes aktiviteter. 17. februar 1941 blev han arresteret af Gestapo og sat i Pawiak-fængslet. 25. maj blev han sendt til koncentrationslejren Auschwitz som fange nr 16670. I juli 1941 forsvandt en fange fra Kolbes barak, og kommandantenSS-Hauptsturmführer Karl Fritzsch (1903-45) beordrede 30. juli, at ti fanger skulle sultes ihjel som straf. (I virkeligheden var den forsvundne fange druknet i lejrens latrine.) En af de ti fanger, Fritzsch havde udvalgt til at dø, Franciszek Gajowniczek (1900-95), brast i gråd. Han var landmand med ansvar for kone og børn. Kolbe tilbød at tage Gajowniczeks plads med ordene: "Han har kone og familie. Jeg er enlig. Jeg er katolsk præst." Kolbe omtalte også sig selv som "ældre" (han var i virkeligheden 47, mens Gajowniczek selv var 41). 
Hans ønske blev indvilget. De ti blev placeret i hver sin celle, nøgne og uden tæpper. Der var ikke andet i cellerne end en spand til brug som toilet. Ifølg Bruno Brogowiec, en fange der var sat til at hente de døde ud fra cellerne, var spandene altid tørre. Han forklarede, at fangerne drak indholdet for at slukke tørsten. I 16 dage prøvede Kolbe at holde modet oppe hos de andre ved at lede an i salmesang og bøn, mens de døde én efter én. 14. august 1941 blev de fire, der stadig var i live - deriblandt Kolbe - dræbt af en giftinjektion. 

## Helgenkåring
Gajowniczek  overlevede Auschwitz, og som tak berettede han om Kolbes offer og barmhjertighed i lejren. Maximilian Kolbe blev helgenkåret af pave Johannes Paul II på Peterspladsen 9. november 1982. Franciszek Gajowniczek var til stede ved handlingen. 250.000 fremmødte på Peterspladsen udgjorde en af de største forsamlinger nogensinde ved en helgenkåring. 
Kolbe er én af ti 1900-tals martyrer, der er afbildet som statuer over den vestlige dør i Westminster Abbey. 